# Bobby Kimball
Robert Troy Kimball (Orange, 29 marzo 1947) è un cantante statunitense, noto per essere stato il cantante del gruppo rock Toto.

## Carriera

### I primi passi
Bobby Kimball è nato ad Orange in Texas. Ha iniziato a cantare sin da bambino e oltre a cantare sapeva anche suonare il pianoforte. Ha iniziato la sua lunga carriera nel 1976 quando, dopo aver partecipato ad una gara di sosia del più noto Beppe Mattera, fu ingaggiato dagli S.S.Fools. Con gli S.S.Fools incise solo un disco che come titolo aveva il nome della band, in Italia vennero soprannominati come gli "Spogliarellisti del Sole". Durante il tour dello stesso anno però gli S.S.Fools si sciolsero.

### Con i Toto
Nel 1976 andò ad un provino per diventare cantante di una band di Los Angeles: i Toto. Al provino cantò una canzone scritta da lui, You Are the Flower, che fu poi inserita nel primo album dei Toto. Bobby diventò così il nuovo e primo cantante solista dei Toto. Con la band incise i primi quattro album, ovvero l'omonimo Toto, Hydra, Turn Back e Toto IV. Prese parte anche alle prime registrazioni del quinto album della band Isolation, ma successivamente lasciò il gruppo per contrasti insorti con gli altri membri del gruppo e per problemi di alcool e droga. Al suo posto arrivò il cantante Fergie Frederiksen. Nel 1990 tornò per un piccolo periodo nella band, durante il quale venne inciso il brano Goin' Home che rimase inedito fino al 1997, quando la band pubblicò un album di inediti chiamato Toto XX, contenente alcune tracce registrate durante i vari periodi della band. 
Nel 1998 i Toto organizzarono un tour di reunion che comprendeva gli ex membri Steve Porcaro, Joseph Williams e Bobby, che dopo il tour si riunì ai Toto come cantante principale. Incise così dopo 15 anni di assenza l'album Mindfields dal quale fu creato il successivo album dal vivo Livefields. Nel 2000 pubblicò il suo terzo album solista All I Ever Needed, dal quale fu estratto il singolo Kristine. Con i Toto incise ancora nel 2002 un album di cover di vari artisti Through the Looking Glass e l'album del 2006 Falling in Between. 
Nel giugno del 2008 i Toto hanno annunciato il loro scioglimento, salvo poi riunirsi 2 anni dopo ma senza più richiamare Kimball.

### Dopo i Toto
Dopo aver lasciato i Toto nel 1984, Bobby si trasferì in Germania per avviare la sua carriera solista con il produttore Frank Farian e prestando la sua voce al progetto di quest'ultimo, una band composta tra gli altri da molti nomi famosi del mondo musicale e denominata Far Corporation, lavorando inoltre anche come background vocalist per altri artisti. Dopo una breve parentesi di nuovo in forza presso i Toto nel 1990, Kimball incise il suo primo album solista Classic Toto Hits. In questo disco Bobby cantava vari brani tratti dai primi quattro dischi dei Toto.
Nel 1994 Kimball incise un altro album solista, il più noto Rise Up. Da questo album venne estratto il singolo Woodstock.
Nel 1997 è apparso in duetto sull'album solista dell'ex cantante dei Toto Joseph Williams chiamato 3, nel quale partecipò anche Fergie Frederiksen, sul brano Goin' Home, che apparve per la prima volta proprio sul disco di Williams, prima della versione pubblicata dai Toto su Toto XX.
Nel 2009 Bobby ha pubblicato l'album Back In Spades, che non è altro che una versione rivisitata del precedente All I Ever Needed, con alcune tracce in più, tra cui la titletrack. Bobby continua a suonare e cantare dal vivo con apparizioni e concerti in tutto il mondo. 
Tra le apparizioni di maggior rilievo, nel gennaio 2010, Kimball ha fatto 14 concerti in Germania: un tour chiamato Rock Meets Classic con la The Prague Symphony Orchestra, con Philipp Maier come direttore d'orchestra e arrangiatore musicale. Al tour hanno partecipato anche altre voci importanti come Lou Gramm, cantante della line-up originale dei Foreigner, e Dan McCafferty, dei Nazareth.
Il 16 maggio 2010 Bobby Kimball è stato inserito nella Music Hall of Fame della Louisiana.
Durante il 2010 Kimball ha registrato un album con il cantante dei Survivor Jimi Jamison. Il disco, pubblicato dalla Frontiers Records, è uscito nell'autunno del 2011 con il nome di Kimball Jamison. La pubblicazione del disco è stata anticipata dal singolo Can't Wait For Love.
Nel settembre 2011 Bobby ha dichiarato di aver quasi terminato il lavoro su un suo disco solista a cui lavora da otto anni. Il cantante ha anche aggiunto che in alcune parti il disco sembra "qualcosa come Toto IV, ma in versione Funky". Nel 2013, parallelamente ai Toto, ha iniziato il suo tour per i trentacinque anni dall'uscita del singolo Hold the Line. La formazione della sua band è formata da Tommy Denander alla chitarra solista, Sayit Dölen alla chitarra ritmica, Ken Sandin al basso, P-O Nilsson alla tastiera e Pontus Engborg alla batteria.
Il 18 maggio 2014 ritira a Genova presso il FIM, la Fiera Internazionale della Musica, il FIM Award 2014 – Legend of Rock – Best Voice assegnato da CAPAM, Commissione Artistica per la Promozione dell'Arte e della Musica e consegnato da Verdiano Vera, patron della manifestazione. Lo stesso giorno si esibisce cantando Rosanna, Africa e Hold the Line dinanzi a un folto pubblico che lo acclama.

## Vita privata e salute
Dal 2019 combatte contro la demenza frontotemporale, condizione che non gli permette più di esibirsi dal vivo.

## Collaborazioni
Come già menzionato Kimball ha collaborato con il cantante dei Toto Joseph Williams sui suoi album I Am Alive (1996) e 3 (1997). Altre collaborazioni recenti includono quella con Maria Dangell, con cui ha inciso la canzone The Heaven of Milano; il tributo ai Pink Floyd, nell'album Pink Box: Songs of Pink Floyd, in cui sono presenti anche altri artisti come Adrian Belew, Alan White, Gary Green, Steve Morse e Steve Lukather, nell'album Bobby canta la canzone Have a Cigar. Ha partecipato inoltre anche all'album di tributo ai Journey Don't Stop Believin': A Tribute to Journey, in cui canta il brano Who's Crying Now, anche in questo caso è circondato da famosi artisti fra cui Eric Dover, Kip Winger, Kelly Hansen e Tommy Shaw.

## Discografia

### Con gli S.S.Fools
- 1976 - S.S.Fools

### Con i Toto
- 1978 - Toto
- 1979 - Hydra
- 1981 - Turn Back
- 1982 - Toto IV
- 1997 - Toto XX
- 1998 - Mindfields
- 2002 - Through the Looking Glass
- 2006 - Falling in Between

### Come solista
- 1990 - Classic Toto Hits
- 1994 - Rise Up
- 2000 - All I Never Needed
- 2009 - Back In Spades

### Con Jimi Jamison
- 2011 - Kimball Jamison

## Premi
- 2014, Genova - FIM Award - Legend Of Rock - Best Voice